# Aguamarina (color)
Aguamarina o azul aguamarina es la denominación de un color cian (azul verde claro), de saturación débil, que corresponde específicamente a la coloración de la variedad del berilo denominada precisamente aguamarina. Este color está comprendido en los acervos iconolingüísticos tradicionales de las culturas de la región uralo-altaica, de Brasil y de Madagascar —donde existen notables yacimientos de la gema aguamarina— y también de la cultura europea.
|            | Aguamarina oriental |
| ---------- | ------------------- |
| HTML       | #ACDCDD             |
| CMYK       | (35, 0, 14, 0)      |
| RGB        | (172, 220, 221)     |
| HSV        | (181°, 22 %, 87 %)  |
| Referencia | [ 2 ]               |

## Usos
El aquamarine (aguamarina) y el medium aquamarine (aguamarina mediano) son dos colores HTML de tonalidad verde cian, establecidos por protocolos informáticos para su uso en páginas web. En programación es posible invocarlos por su nombre, además de por sus valores hexadecimales. Estas y otras muestras web relacionadas son las siguientes:
|           | LightCyan           | PaleTurquoise      | Aquamarine          | Medium Aquamarine  |
| HTML      | #E0FFFF             | #AFEEEE            | #7FFFD4             | #66CDAA            |
| RGB       | (224, 255, 255)     | (175, 238, 238)    | (127, 255, 212)     | (102, 205, 170)    |
| HSV       | (180°, 12 %, 100 %) | (180°, 26 %, 93 %) | (160°, 50 %, 100 %) | (160°, 50 %, 80 %) |
| Protocolo | X11                 | X11                | X11                 | X11                |

Otros ejemplos del uso del color aguamarina:
| Nombre               | Muestra | Cod. Hex. | RGB | RGB | RGB | HSV  | HSV | HSV |
| -------------------- | ------- | --------- | --- | --- | --- | ---- | --- | --- |
| Aguamarina (Pantone) |         | #9DC6D8   | 157 | 198 | 216 | 198° | 27% | 85% |
| Aguamarina (pintura) |         | #63C3CE   | 99  | 195 | 206 | 186° | 52% | 81% |

## Galería

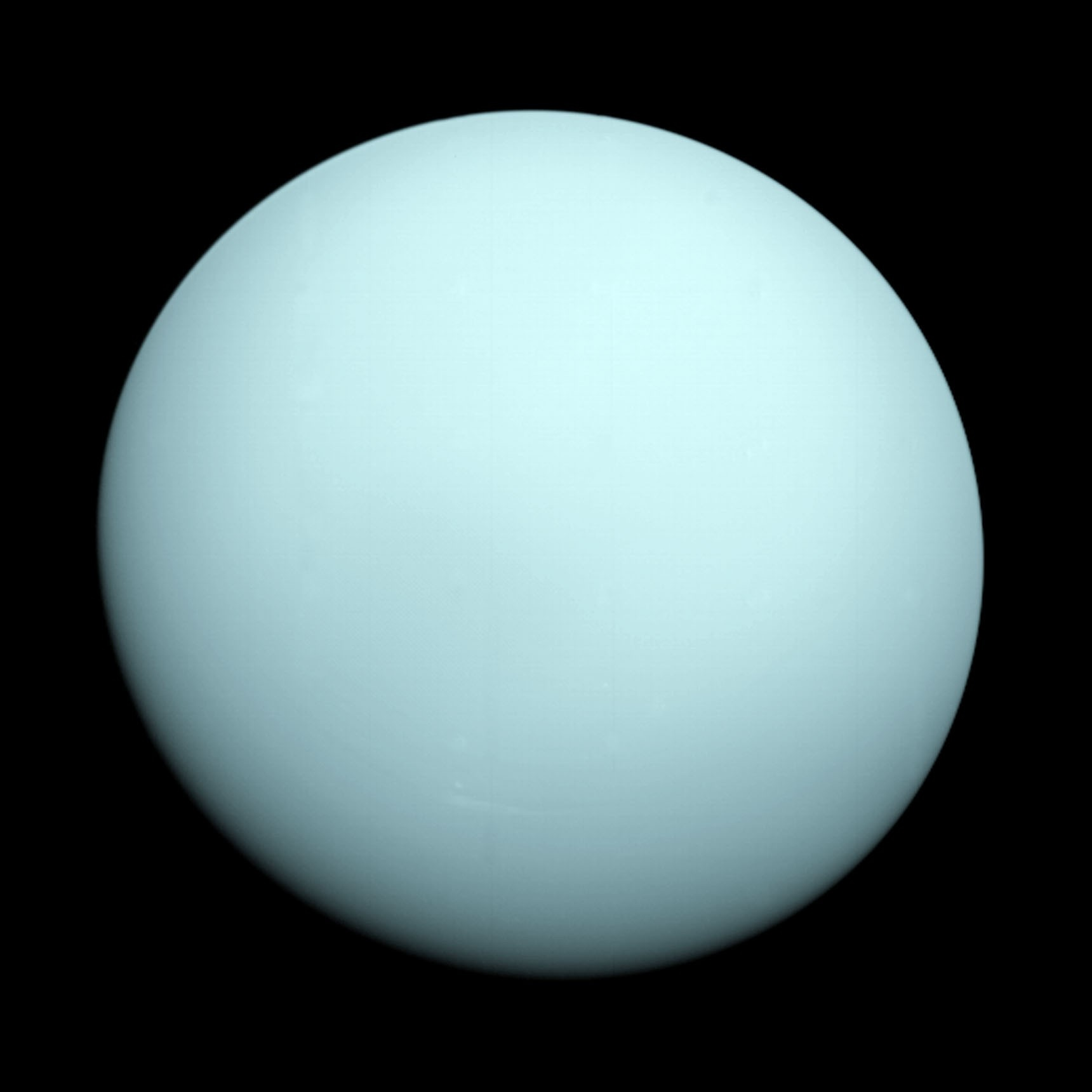
El planeta Urano debe su color al gas metano atmosférico
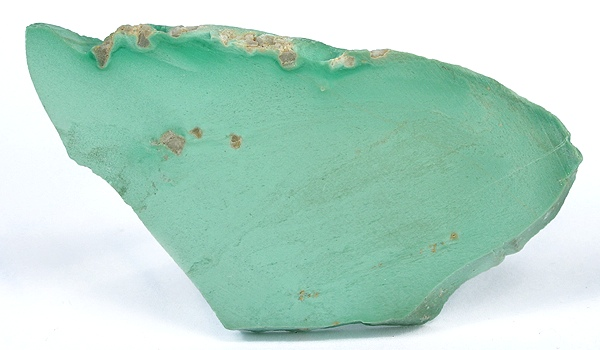
Mineral variscita
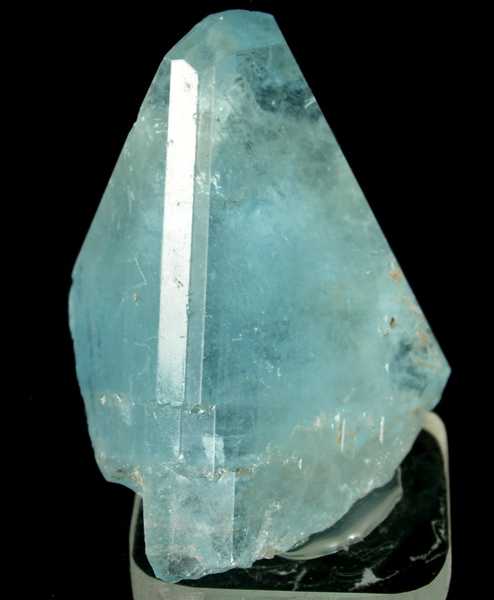
Topacio azul
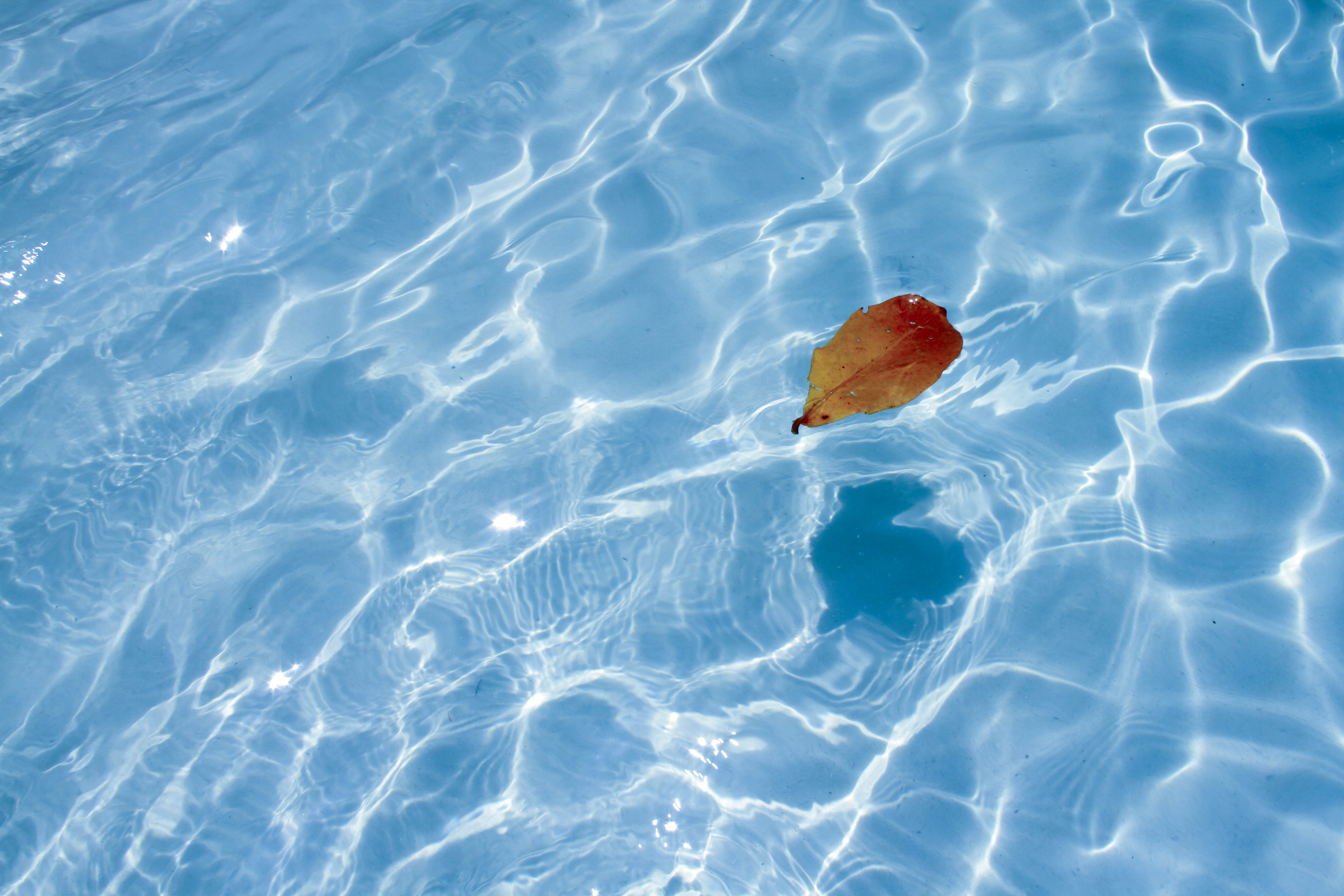
Aguas de las islas Similan, Tailandia